# Миколаївка (Прилуцький район)
Микола́ївка — село в Україні, у Прилуцькому районі Чернігівської області. Населення становить 111 осіб. Входить до складу Сухополов'янської сільської громади.

## Історія
Входило до Басанської сотні Прилуцького полку, а з 1781 року до Козелецького повіту Київського намістництва
Найдавніше знаходження на мапах 1812 рік
У 1862 році у селі володарському  Миколаївка була церква та 87 дворів де жило 983 особи
У 1911 році у селі Миколаївка була Миколаївська церква, земська та церковно-парафіївська школи та жило 1657 осіб
До 2019 року орган місцевого самоврядування — Погребівська сільська рада.

## Населення

### Мова
Розподіл населення за рідною мовою за даними перепису 2001 року:
| Мова       | Кількість | Відсоток |
| ---------- | --------- | -------- |
| українська | 110       | 99.1%    |
| російська  | 1         | 0.9%     |
| Усього     | 111       | 100%     |